# محمد سالیسو
محمد سالیسو (انگلیسی: Mohammed Salisu؛ زادهٔ ۱۷ آوریل ۱۹۹۹) بازیکن فوتبال اهل غنا است که برای باشگاه موناکو بازی می‌کند.